# Hålevatten
Hålevatten är en sjö i Mölndals kommun i Halland (Lindome socken) och ingår i Kungsbackaån-Göta älvs kustområde. Hålevatten ligger i Sandsjöbacka Natura 2000-område.